# رطية سوداء
رَطِيَّة سوداء نبات عصاري من جنس رطية في جنوب إفريقيا. أوراقها لحمية مشقصة شكلها شكل اللسان تطول من ١٠ إلى ٢٠ سم. لونها إلى الخضار الألعس العابق تعلوه رقشة بيضاء. أزهارها قرمزية اللون